# أكريفاستين
أكريفاستين (بالإنجليزية: Acrivastine) هو مضاد هيستامين جيل ثاني غير مركن. يصنف من الجدول B بالنسبة للحامل.

## آلية العمل
يعمل كمناهض للمستقبلات H1 ويعمل على حجبها.

## الاستخدام
يستخدم كدواء لمعالجة الحالات التحسسية مثل حمى الكلأ.

## الجرعة
مضغوطة واحدة 8ملغ يوميا، ويمكن أن تزاد إلى ثلاث يوميا.
يمكن أن يؤخذ مع الطعام أو بدونه.

## التحذيرات
- حديثو الولادة.

## التداخلات الدوائية
- مثبطات الجملة العصبية المركزية مثل الكحول والباربيتورات والمنومات والمسكنات الأفيونية وحالات القلق ومضادات الموسكارين.
- مضادات الاكتئاب ثلاثية الحلقة.
- MAO-I.
- بيتاهيستين.
- الأدوية ذات التأثير السمي السمعي حيث أنه يمكن أن يقنع أعراض السمية السمعية الناتجة عن الأمينوغليكوزيدات.

## الآثار الجانبية
- تثبيط للجملة العصبية المركزية يتراوح من نعاس خفيف إلى نوم عميق، دوخة, ارباك، عدم تناسق في الحركات.
- ضعف حركة.
- صداع.
- تأثيرات مضادة للموسكارين.
- نادرا شرى وتفاعلات تحسسية.
- تعرق.
- اضطرابات دموية.
- تشويش وعدم إدراك.
- ألم عضلي.
- فقدان شعر.
- تأثيرات خارج هرمية.
- تكزز.
- انخفاض بالضغط.
- اضطرابات قاتلة: اضطراب بنظم القلب، خفقان, اضطرابات دموية، وقد يحدث عجز وظيفي في الكبد.